# Виньяль, Грегори
Грегори́ Винья́ль (фр. Grégory Vignal; род. 19 июля 1981, Монпелье) — французский футбольный защитник и тренер.

## Карьера
Виньяль начал карьеру в клубе «Монпелье» из своего родного города и вскоре получил репутацию очень перспективного футболиста. В 2000 году «Ливерпуль», который тогда тренировал соотечественник Грегори Жерар Улье, за 500 тысяч фунтов выкупил контракт игрока. Он произвёл хорошее впечатление, выступая за резервную команду «красных» и вскоре получил шанс сыграть за первый состав, выйдя на матч против «Ротерем Юнайтед» в матче Кубка Англии. В течение того сезона он ещё шесть раз появлялся на поле в первой команде «Ливерпуля».
Перед началом следующего сезона он в составе сборной Франции принял участие в чемпионате мира для игроков не старше 18 лет и рассчитывал пробиться в основной состав клуба, однако появление в команде опытного норвежца Йона-Арне Риисе перечеркнуло его надежды — за весь сезон Грегори провёл лишь 9 матчей на высшем уровне.
В первой половине сезона 2002/03 он только четыре раза появлялся на поле в составе первой команды «Ливерпуля», а потому остаток сезона провёл в аренде в «Бастии». На следующий сезон он отправился в аренду сначала в «Ренн», а затем в «Эспаньол». В кампании 2004/05 он был арендован «Рейнджерс», в составе которого выиграл чемпионат Шотландии и Кубок Лиги. Летом 2005 года его контракт с «Ливерпулем» истёк, «Рейнджерс» хотел подписать игрока на постоянной основе, однако стороны не сошлись в условиях личного контракта, и Виньяль перешёл в «Портсмут».
По возвращении в клуб Харри Реднаппа контракт с Грегори был расторгнут, и он в качестве свободного агента перешёл в «Ланс». Вторую половину сезона 2006/07 он провёл в аренде в «Кайзерслаутерне», а летом следующего года после недельного просмотра присоединился на правах аренды на сезон к «Саутемптону». В настоящее время Виньяль вернулся в «Ланс», однако пока неизвестно, где он проведёт начавшийся футбольный сезон.

## Достижения
- Обладатель Кубка Англии (2001)
- Обладатель Кубка УЕФА (2001)
- Чемпион Шотландии (2005)
- Обладатель Кубка шотландской лиги (2005)
- Обладатель Суперкубка УЕФА (2001)